# جيمس جونز (لاعب كرة قدم أمريكية أمريكي)
جيمس جونز (بالإنجليزية: James Jones)‏ هو لاعب كرة قدم أمريكية أمريكي، ولد في 6 ديسمبر 1958 في فيكسبيرغ في الولايات المتحدة.

## وصلات خارجية
- جيمس جونز على موقع مرجع كرة القدم المحترفة.كوم (الإنجليزية)